# کووانتایو
کووانتایو (به لهستانی:  Kołątajew) یک روستا در لهستان است که در گمینا اوستروف ویلکوپولسکی واقع شده‌است. کووانتایو  ۸۰۷ نفر جمعیت دارد.